# Sporophila bouvreuil
Espèce
Statut de conservation UICN

 LC  : Préoccupation mineure
Le Sporophile bouvreuil (Sporophila bouvreuil) est une espèce de passereaux appartenant à la famille des Thraupidae.

## Répartition

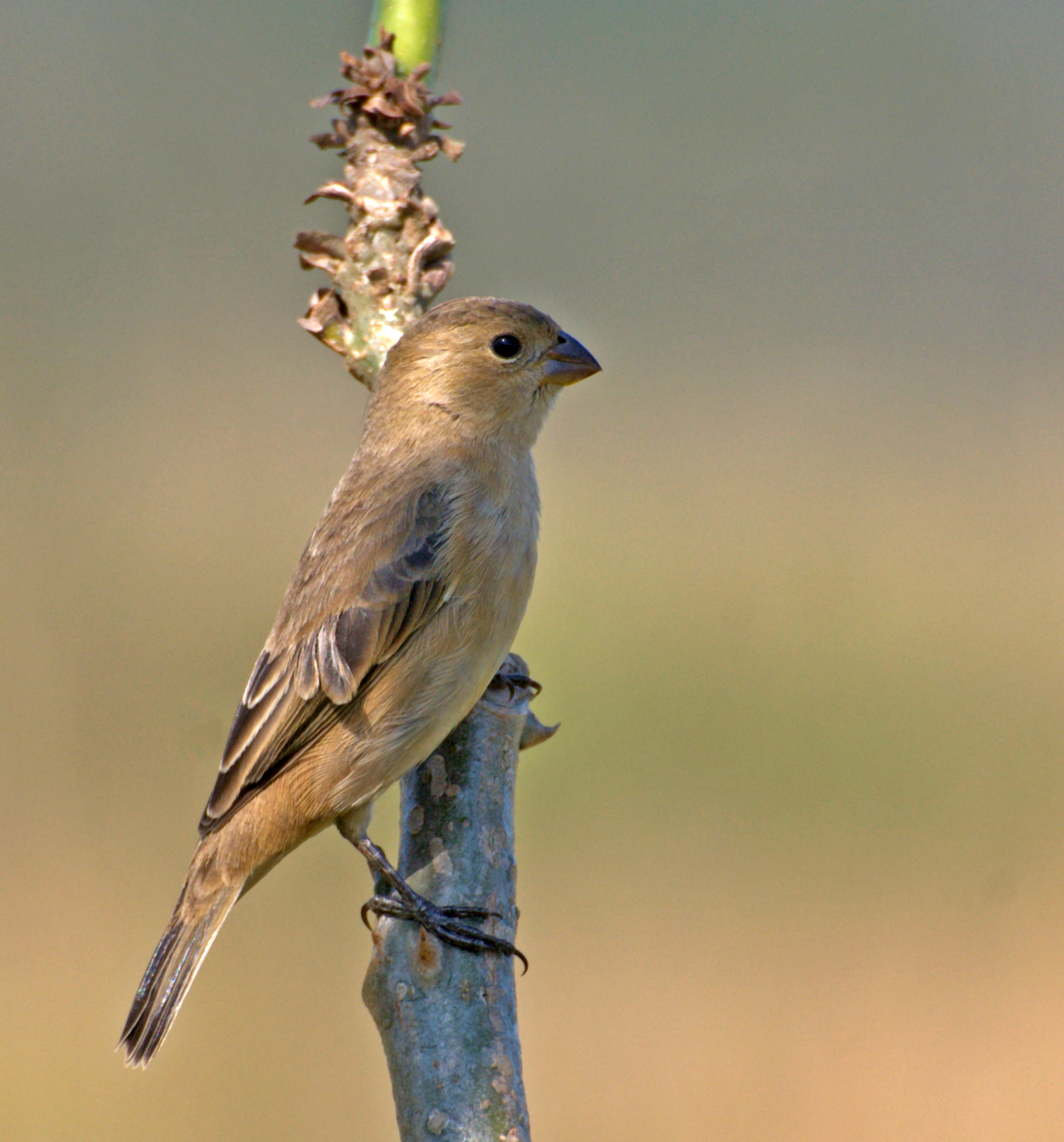

Cette espèce se trouve en Argentine, Brésil, Paraguay, Suriname et Uruguay.

## Habitat
Cet oiseau habite les savanes sèches.

## Taxinomie
À la suite des travaux de Machado & Silveira (2011), la sous-espèce pileata est séparée est élevée au rang d'espèce à part entière (Sporophila pileata) par le Congrès ornithologique international (version 3.4, 2013).
Lorsque ce taxon était constitué de cette ancienne sous-espèce, elle était connue par son nom normalisé CINFO Sporophile bouvreuil.

### Sous-espèces
D'après la classification de référence (version 3.4, 2013) du Congrès ornithologique international, cette espèce est constituée des sous-espèces suivantes (ordre phylogénique) :
- Sporophila bouvreuil bouvreuil  (Statius Müller, 1776) ;
- Sporophila bouvreuil saturata  Hellmayr, 1904 ;
- Sporophila bouvreuil crypta  Sick, 1968.